# Гото, Кэндзи
Кэндзи Гото (яп. 後藤 健二; 22 сентября 1967, Сендай — 30 января 2015 или 31 января 2015, Сирия) — японский журналист-фрилансер, освещавший войны и конфликты, беженцев, бедность, СПИД и детское образование по всему миру. В октябре 2014 года он был захвачен в плен боевиками «Исламского государства» после того, как попал в Сирию в надежде спасти японского заложника Харуну Юкаву. 31 января 2015 года Гото был обезглавлен боевиком ИГ Джихади Джоном после срыва переговоров о его освобождении.

## Биография
Гото родился 23 октября 1967 года в городе Сендай, префектура Мияги, Япония. После окончания Университета Хосэй в Токио в 1991 году он работал в медиа-компании, а затем в 1996 году основал Independent Press. Он также сотрудничал с организациями ООН, включая ЮНИСЕФ и Управление верховного комиссара ООН по делам беженцев.
Ведя репортажи из охваченных войной стран по всему миру, особенно в Африке и на Ближнем Востоке, он сосредоточился на жизни и человечности простых граждан в трудные времена. Среди его работ — книги и DVD о кровавых алмазах и детях-солдатах в Сьерра-Леоне, о конфликте в Руанде и его жертвах, о матери-подростке в эстонской «деревне СПИДа», о девочках и образовании в Афганистане. В 2006 году он получил премию Sankei Children’s Book Award за книгу 2005 года под названием «Мы хотим мира, а не алмазов». Его видеорепортажи появлялись в эфире японских национальных каналов, включая NHK и TV Asahi.
Гото принял христианство в 1997 году и был членом прихода Объединённой церкви Христа в Японии в Ден-эн-чофу, Токио.

## Похищение и обезглавливание
Несмотря на то, что японское правительство в сентябре и октябре 2014 года трижды предупреждало его по телефону и лично не возвращаться в Сирию, 24 октября 2014 года Гото въехал в Сирию через Турцию, чтобы спасти японца Харуну Юкаву, взятого в заложники боевиками ИГ в августе того же года. По сообщениям СМИ, на следующий день Гото был взят в заложники боевиками ИГ. 20 января 2015 года в сети Интернет была опубликована видеозапись, на которой боевик ИГ ругает японское правительство за обещания помощи странам, воюющим с ИГ, а потом угрожает убийством двух японцев Харуны Юкавы и Кэндзи Гото, и требовал от правительства Японии 200 миллионов долларов США за их жизни. Его мать, Дзюнко Исидо, обратилась к ИГ с просьбой пощадить её сына на пресс-конференции, состоявшейся 23 января в Клубе иностранных корреспондентов Японии в Токио.
24 января 2015 года организация SITE Intelligence Group, специализирующаяся на мониторинге деятельности исламистов в интернете, сообщила о том, что боевики опубликовали фото взятого в заложники Кэндзи Гото, который держит в руках снимок с обезглавленным Харуной Юкавой. 28 января появилось другое фото, на котором Гото держит в руках снимок с иорданским пилотом, чей истребитель был сбит в небе над Сирией в конце декабря 2014 года. Позднее боевики ИГ предложили японскому правительству договориться с руководством Иордании об освобождении из тюрьмы Саджиды ар-Ришави, участвовавшей в террористических атаках в Аммане 9 ноября 2005 года. 29 января жена Гото, Ринко Дзёго, обратилась к похитителям через Rory Peck Trust — британскую организацию, поддерживающую журналистов-фрилансеров.
31 января 2015 года боевики ИГ опубликовали в сети Интернет видео, на котором Гото был обезглавлен. После этого стало известно, что 29 января он был перевезён в город Тель-Абьяд у границы Турции с Сирией для подготовки к возможному обмену на аль-Ришави, но когда стало ясно, что обмен не состоится, его отвезли обратно в окрестности города Ракка в Сирии и убили утром 30 января по местному времени. Аль-Ришави, в свою очередь, была повешена правительством Иордании 4 февраля в ответ на сожжение пилота Муаза аль-Касасибы, снятое боевиками ИГ на видео, опубликованном в сети Интернет 3 февраля.

### Реакция
Казнь боевиками ИГ Кэндзи Гото вызвала осуждение со стороны США, стран Европы, Японии и ООН.